# УНА Штрассен
«УНА Штрассен» (люксемб. UNA Stroossen) — люксембурзький футбольний клуб із міста Штрассен, заснований 1922 року.

## Досягнення
- Дивізіон Пошани
  -  Бронзовий призер (2): 2013, 2015

- Перший дивізіон чемпіонату Люксембургу з футболу (третій рівень)
  -  Чемпіон (1): 2010/11

## Відомі гравці
- Ерик Хоффманн
- Бен Паял
- Даніель Коллетте
- Донован Морі